# 八寨镇 (马关县)
八寨镇，是中华人民共和国云南省文山壮族苗族自治州马关县下辖的一个乡镇级行政单位。

## 行政区划
八寨镇下辖以下地区：
八寨村、芦差塘村、母子冲村、马主村、老厂村、务路者村、喜主村、那古博村、茅草寨村、浪桥村、老马店村、夹马石村、竹篷新寨村、湾子寨村、阳文山村和八围树村。

## 中国传统村落
2013年8月，八寨街脚村被评为第二批中国传统村落。